# Boris Durov
Boris Durov (russisk: Борис Валентинович Дуров) (født 12. marts 1937 i Slavjansk i Sovjetunionen, død 5. april 2007 i Moskva i Rusland) var en sovjetisk filminstruktør og manuskriptforfatter.

## Filmografi
- Vertikal (Вертикаль, 1967)[1][2]
- Piraty XX veka (Пираты XX века, 1980)
- Ne mogu skazat prosjjaj (Не могу сказать «прощай», 1982)
- Lider (Лидер, 1984)